# لي ألين (رسام)
لي ألين (بالإنجليزية: Lee Allen)‏ هو رسام أمريكي، ولد في 1910، وتوفي في 5 مايو 2006.